# Thismia bifida
Thismia bifida là một loài thực vật có hoa trong họ Burmanniaceae. Loài này được M.Hotta miêu tả khoa học đầu tiên năm 1967.